# محضه
 شهرستان محضه (به عربی:  ولایة محضة ) یکی از شهرستانهای استان بریمی در کشور پادشاهی عمان است.

## جمعیت
جمعیت آن در حدود ۸۳۳۱ هزار نفر می‌باشد.